# 春日部やきそば
春日部やきそば（かすかべやきそば）とは、埼玉県春日部市で販売されているご当地グルメの焼きそばである。

## 概要
春日部やきそばは、焼き麺を用いたあんかけ焼きそばで、春日部市の花である「藤」をイメージして紫蘇ふりかけ（ゆかり）をトッピングするのが条件となっている。

## 歴史
春日部商工会議所青年部の記念事業として焼酎の「かすかべ藤乃彩」と共に開発した料理が「春日部やきそば」である。
記念事業の終了後もかすかべ藤乃彩、春日部やきそばを継続してPRし、春日部を盛り上げるため青年部の有志で集まったのがきっかけとなり、NPO法人春日部藤源郷が立ち上げられた。

## 定義
提供店には下記を義務付けている。
- 必ずや「焼きめん」を使うべし。
- 必ずや「あんかけやきそば」であるべし。
- 必ずや「しそふりかけ」をかけるべし。
- そして必ずや「NPO法人春日部藤源郷」の承認を得るべし[注釈 1]

## アレンジ
上述の定義を守っていれば、各店舗でのアレンジは自由であり、以下のような春日部やきそばがある。
もつ焼きいしん
ウスターソースがベースとなった焼きそば。
CAFE&CHINA けいらく
紫蘇の風味を活かすために、具材に豆腐とトマトを用いる。
ヤマヤ食堂
焼き麺に加え、春日部産の赤米ビーフンの揚げ麺を用いる。

## イメージキャラクター
春日部やきそばのイメージキャラクター「とろ★りん」が春日部藤源郷によって設定されている。

## 商品化
2011年1月に養老乃瀧グループ店舗40店で、春日部やきそばが限定販売された。